# Piccolomini (kráter)

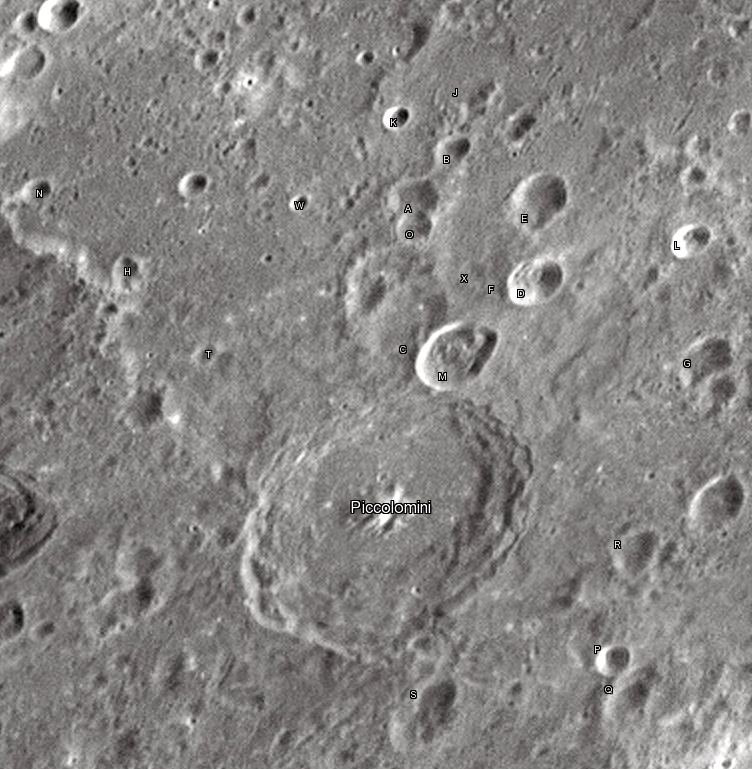
Kráter Piccolomini a okolí.

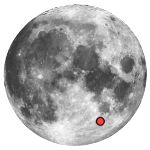
Poloha kráteru Piccolomini na Měsíci.

Piccolomini je výrazný kráter o průměru 88 km nacházející se v pevninské oblasti jižně od Mare Nectaris (Moře nektaru) na přivrácené straně Měsíce. V jeho centru lze nalézt relativně vysoký středový pahorek vypínající se až do výše 2 km nad okolní dno kráteru. U jeho západního okraje začíná zlom Rupes Altai a pokračuje severozápadním směrem.
Východo-severovýchodně se nachází kráter Weinek, západo-jihozápadně Rothmann a severně pak na okraji Mare Nectaris lávou zaplavený kráter Fracastorius.

## Název
Je pojmenován podle italského arcibiskupa a astronoma Alessandra Piccolominiho, autora hvězdných map.

## Satelitní krátery
V okolí kráteru se nachází několik dalších kráterů. Ty byly označeny podle zavedených zvyklostí jménem hlavního kráteru a velkým písmenem abecedy.
| Piccolomini | Sel. šířka | Sel. délka | Průměr |
| ----------- | ---------- | ---------- | ------ |
| A           | 26.4° J    | 30.4° V    | 16 km  |
| B           | 25.8° J    | 30.5° V    | 12 km  |
| C           | 27.6° J    | 31.1° V    | 26 km  |
| D           | 26.9° J    | 32.2° V    | 17 km  |
| E           | 26.1° J    | 31.8° V    | 18 km  |
| F           | 26.3° J    | 31.8° V    | 72 km  |
| G           | 27.2° J    | 34.7° V    | 18 km  |
| H           | 27.9° J    | 27.6° V    | 9 km   |
| J           | 25.0° J    | 30.1° V    | 28 km  |
| K           | 25.7° J    | 29.7° V    | 8 km   |
| L           | 26.1° J    | 33.7° V    | 12 km  |
| M           | 27.8° S    | 31.8° V    | 23 km  |
| N           | 27.3° J    | 26.2° V    | 9 km   |
| O           | 26.6° J    | 30.5° V    | 11 km  |
| P           | 30.4° J    | 35.9° V    | 12 km  |
| Q           | 30.8° J    | 36.4° V    | 14 km  |
| R           | 29.3° J    | 35.3° V    | 16 km  |
| S           | 31.6° J    | 34.1° V    | 21 km  |
| T           | 28.5° J    | 29.0° V    | 8 km   |
| W           | 26.8° J    | 29.2° V    | 6 km   |
| X           | 26.9° J    | 31.5° V    | 8 km   |